# The Stanley Parable

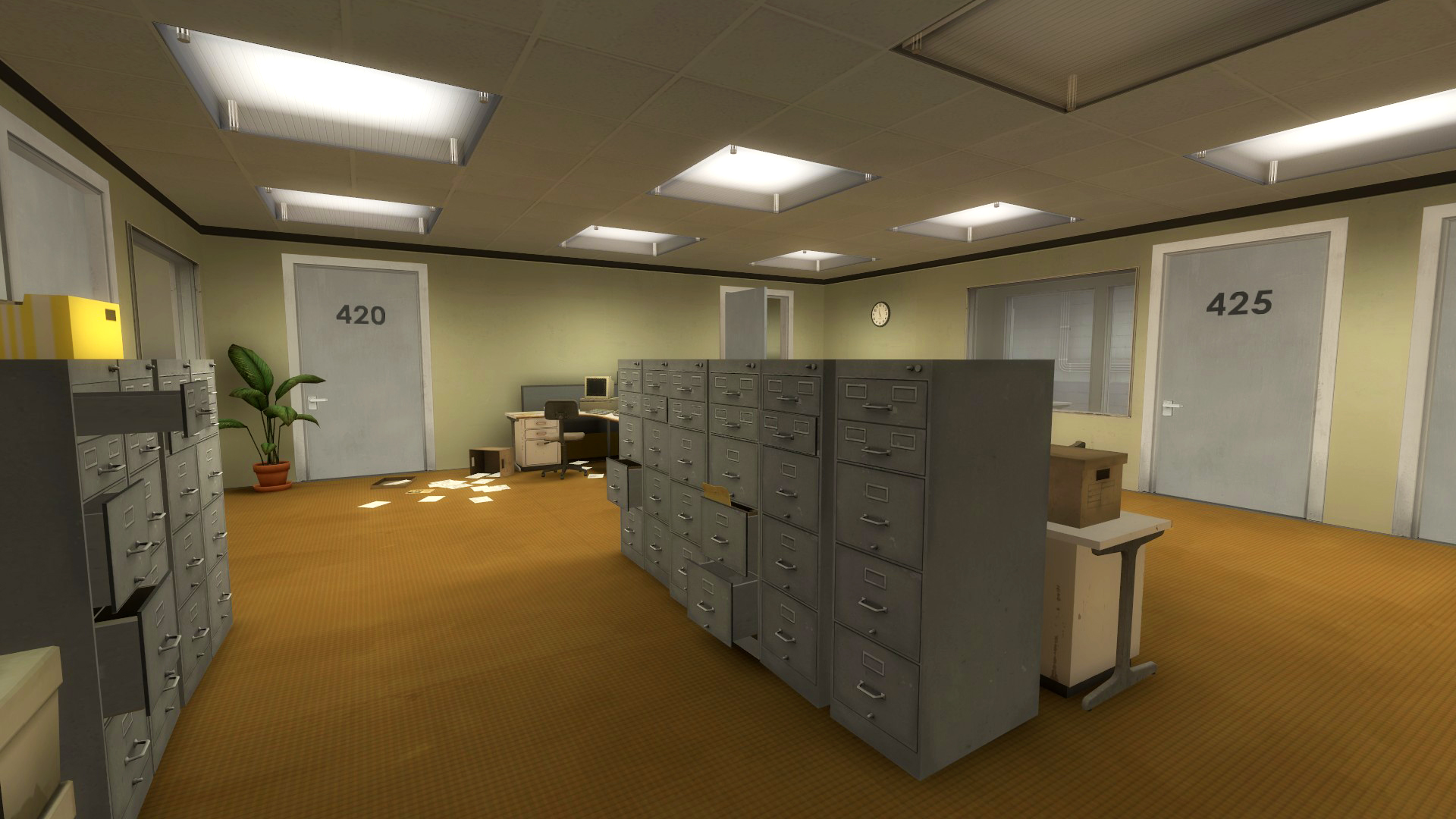
Captura de pantalla.

The Stanley Parable es un mod de aventura conversacional para Half-Life 2, creado en el motor Source, desarrollado por Davey Wreden y lanzado el 27 de julio de 2011. Una versión remasterizada y en alta definición como un juego por separado, incluyendo nuevos elementos de la historia, fue desarrollado por Wreden y el modelador de Source, William Pugh, bajo el nombre del grupo de desarrollo llamado Galactic Cafe. Esta versión fue anunciada y aprobada a través del proceso de Steam Greenlight en 2012, y lanzada el 17 de octubre de 2013 para Microsoft Windows, el 19 de diciembre de 2013 para OS X, y el 9 de septiembre de 2015 para Linux y SteamOS. El 27 de abril de 2022 se lanzó una edición más ampliada titulada The Stanley Parable: Ultra Deluxe . Está disponible en consolas además de las plataformas compatibles anteriormente e incluye contenido adicional, así como gráficos refinados.
Aunque tanto el mod como el juego en sí utilizan la perspectiva en primera persona que es común en otros juegos que usan el motor Source, no hay combate ni secuencias de acción. En su lugar, el jugador controla al protagonista, Stanley, llevándolo a través de un ambiente surrealista, con cada paso del proceso siendo narrado; la voz del narrador es la del actor británico Kevan Brighting. El jugador tiene la oportunidad de realizar numerosas decisiones sobre que caminos tomar, incluyendo decisiones que contradicen las indicaciones del narrador, con cada decisión produciendo diferentes narraciones y finales. Wreden concibió el juego luego de considerar que la mayoría de los videojuegos confinaban a los usuarios a sus reglas, y consideraron elaborar una narrativa para desafiar esa noción. Además de la actuación de voz de Brighting como el narrador, Wreden creó la modificación por sí solo, inicialmente como un proyecto personal para su carrera, pero poco después expandió su lanzamiento luego de mostrárselo a sus amigos y otros jugadores. La modificación recibió una importante atención debido a representar una nueva variación para la creación de una aventura conversacional dentro de un motor de juego, y proveyó una narración que dio que pensar y discutir con otros sobre la naturaleza de las elecciones y la predestinación dentro de los videojuegos.
El lanzamiento del juego en sí en 2013, el cual recreó muchas de las decisiones originales del mod dentro de nuevos ambientes al mismo tiempo que añadió varios caminos nuevos que podía tomar la historia. Esta versión también fue bien recibido por la crítica y la prensa especializada, quienes resaltaron la excelente narración y el sistema de decisiones y consecuencias.

## Juego e historia
El juego es presentado al jugador desde una perspectiva en primera persona. El jugador se puede mover libremente y realizar acciones con ciertos elementos de su alrededor, como presionar botones o abrir puertas, pero no tiene otros controles.
La historia es presentada al jugador principalmente a través de la voz del narrador del juego, que explica que el protagonista Stanley trabaja en un edificio de oficinas, y tiene la tarea de monitorizar datos en una pantalla de computador y presionar botones según se requiera sin cuestionar nada. Un día la pantalla se apaga. Stanley, sin estar seguro de que hacer, comienza a explorar el edificio y descubre que no hay nadie allí.
En este momento, la historia se divide en numerosas posibilidades, basadas en las elecciones del jugador. El narrador continúa la historia, pero cuando el jugador llega a un área en la que una elección es posible, el narrador sugiere a Stanley qué ruta tomar. El jugador puede optar por contradecir al narrador y realizar otra acción, obligando a la narración a que se adapte a esta nueva dirección que puede que haga regresar al jugador al camino designado o crear una nueva narración. Por ejemplo, la primera elección que el jugador realiza en el juego es ante un par de puertas abiertas: el narrador le dice a Stanley que elija la puerta izquierda; el jugador puede elegir seguir esta narración, elección que mantiene a la historia del narrador sobre su línea, o puede escoger la puerta de la derecha, lo que hace que el narrador se moleste y el jugador sea presionado para regresar al camino correcto. Existe un total de seis posibles finales en el mod original, y Wreden indica que tomaría aproximadamente una hora al jugador experimentarlos todos.
Debido a esto, gran parte de la historia se considera que da mucho que pensar sobre la naturaleza de las decisiones. La narración también rompe la cuarta pared en varias ocasiones en las que lidia con las decisiones del jugador.
La versión comercial del mod no altera la base fundamental del juego o la historia preliminar, manteniendo varias de las elecciones y finales de la modificación original al mismo tiempo que añade nuevos segmentos basados en las elecciones del jugador.

## Desarrollo

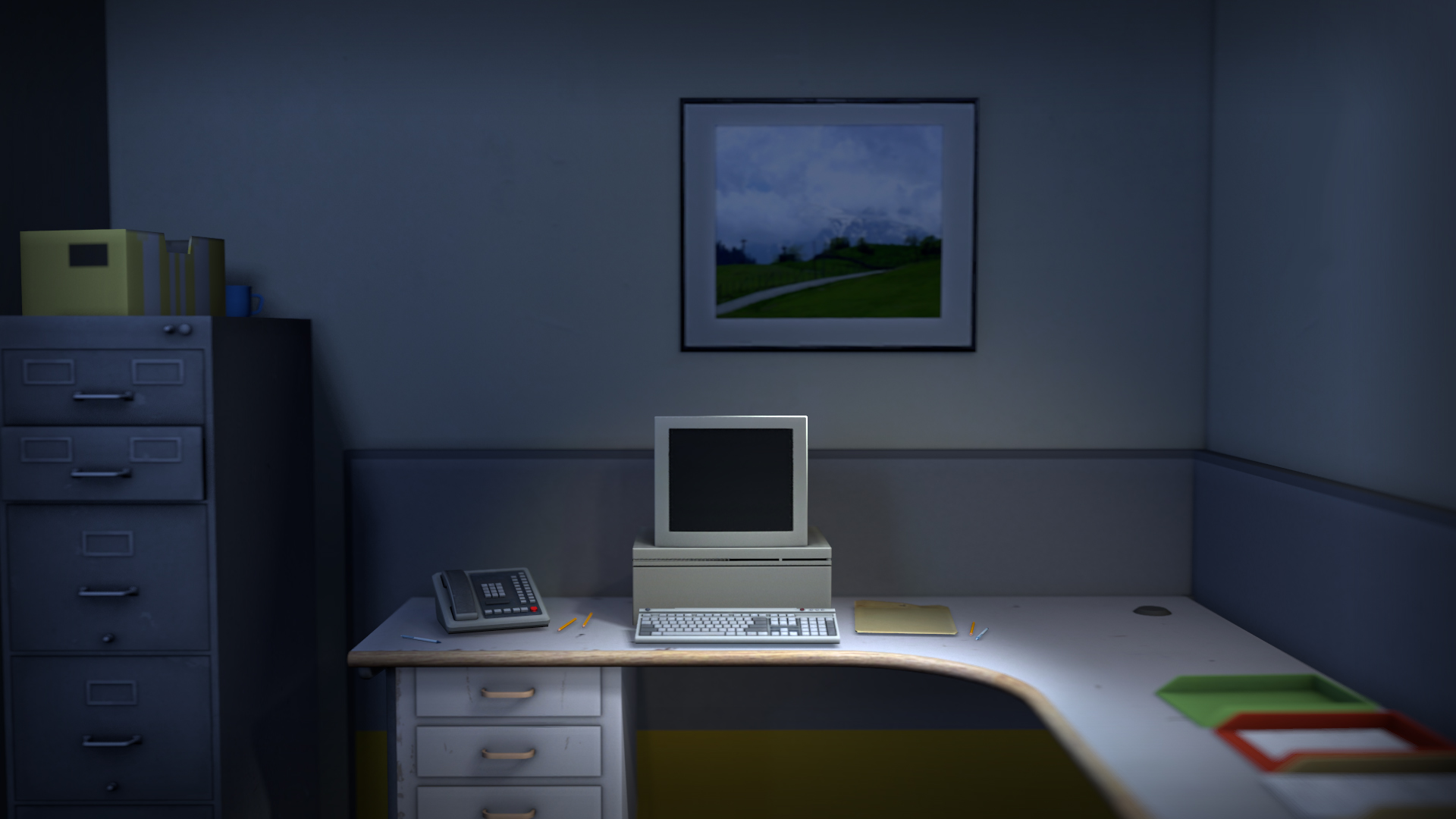
Captura de pantalla.

Davey Wreden, quien tenía 22 años al momento del lanzamiento del mod, se inspiró para crear The Stanley Parable unos tres años antes luego de analizar a las típicas historias contadas en los videojuegos y pensar que sería lo que pasaría si el jugador fuera en contra de la narración; Wreden también vio esto como una oportunidad para encaminarse en la carrera como diseñador de videojuegos que tenía planeada. Como jugador, Wreden observó que la mayoría de los juegos de clase triple-A en ese entonces asumían demasiadas cosas sobre la experiencia y rol del jugador dentro del juego, y no daban respuestas a las preguntas "y si" que el jugador podía plantearse. Wreden vio que juegos más recientes con historias más envolventes o que hacían pensar más, entre ellos la serie de Metal Gear Solid, Half-Life 2, Portal, Braid, y BioShock, comenzaron a tratar de llenar este vacío, dándole una razón al jugador para que se detenga y se ponga a pensar en la narración en lugar de simplemente seguir los movimientos. Aunque su intención inicial fue un proyecto personal simplemente para tratar de hacer un juego que plantee las preguntas sobre por qué las personas juegan a los videojuegos, descubrió que había otros jugadores que habían estado considerando los mismos tipos de preguntas. Luego se propuso crear un juego que sea objeto de discusión una vez que los jugadores lo hayan completado. Según Wreden, su documento de diseño para el juego era "Jugar con la mente del jugador en todo sentido posible, despistándolo, o pretendiendo que había una respuesta y luego como que haciéndola desaparecer en frente de ellos".
Sin tener experiencia previa con el motor Source, Wreden se basó más que todo en información y ayuda de wikis y foros sobre el Source Development Kit, enseñándose a sí mismo los principios básicos. Aparte de la voz de Kevan Brighting, The Stanley Parable fue creado completamente por Wreden. Wreden utilizó un proceso de audición abierta para encontrar al narrador, y encontró que la aplicación de Brighting era ideal para el juego. Brighting prestó su voz en una sola pasada para Wreden. Wreden querían mantener el juego lo más corto posible para permitir a los jugadores experimentar todos los finales sin tener que pasar enormes cantidades de tiempo volviéndolo a jugar. Lo corto del juego también le permitiría introducir finales ridículos y sin sentido, como "¡y luego todos fueron felices!", que de otra manera no insultarían al jugador como un mal premio por completar un juego largo. La mayoría de las ideas que había concebido fueron incluidas, aunque algunas tuvieron que ser eliminadas debido a su inhabilidad de incluirlas dentro del motor Source. En uno de los casos, Wreden querían incluir un punto en el que el jugador hubiese tenido que presionar botones como parte de la narración y pies gráficos hubiesen hablado, pero no pudo encontrar la forma de ligar botones del teclado para hacer esto, pero dejó el elemento allí ahí como un puzle "roto"; luego sería halagado por esto, ya que esto dio a los jugadores la impresión de que no tenían control durante la etapa de la narración. Pese al éxito del mod, Wreden consideró que todo el proyecto fue agotador y asfixiante para sus ambiciones profesionales, indicando que sus esfuerzos se volvieron más intensos una vez que supo que otros jugadores estaban interesados en el título.
Wreden inicialmente probó el juego con un amigo antes de publicar la modificación en el sitio web ModDB, unas cuantas semanas antes de graduarse de la universidad. Después de graduarse, Wreden se había dirigido a Australia con la intención de abrir un bar temático de videojuegos similar al Mana Bar, en el cual había trabajado por aproximadamente un año, pero sus planes futuros cambiaron con el éxito del mod. Wreden habían comenzado a recibir varias ofertas de otras personas para que les ayude a trabajar en nuevos juegos. Wreden también recibió ofertas laborales de desarrolladores más grandes que él rechazó, ya que en ese entonces no era "el tipo de escena" en el que quería trabajar. En cambio, Wreden comenzó a reunir a otros programadores independientes para crear una versión mejorada de The Stanley Parable y que a partir de allí puedan crear un juego completamente nuevo en el futuro.

### Relanzamiento en alta definición

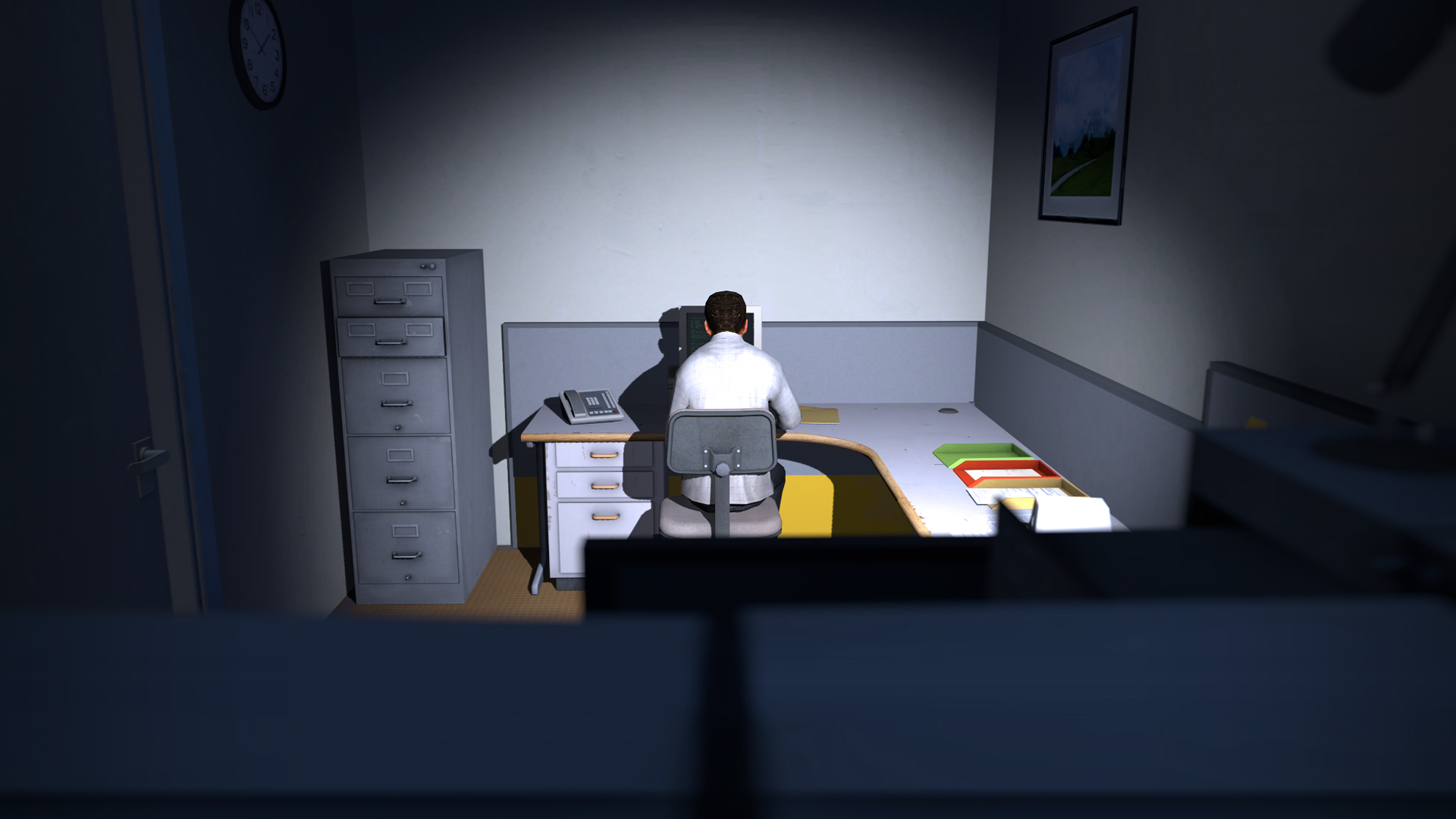
Captura de pantalla.

Poco después del lanzamiento del mod original, Wreden fue contactado por William Pugh, un jugador que tenía experiencia creando ambientes dentro del motor Source y anteriormente había ganado un premio Saxxy por su trabajo. Pugh había escuchado de la existencia del mod por comentarios de otras personas, y luego de quedar impresionado luego de jugarlo, vio que Wreden estaba buscando ayuda para mejorar el mod. Los dos trabajaron juntos por dos años para la versión mejorada del mod. Aunque inicialmente Wreden quería recrear el juego original "parte por parte", sus discusiones con Pugh lo llevaron a decidir alterar material existente y agregar más elementos, una "interpolación" del juego original, y a crear un título que corriera por sí solo. El juego incluía los seis finales del original, pero presentados bajo una nueva luz de los cambios más grandes realizados al juego. Brighting continúa haciendo la voz del narrador en la versión remasterizada, ya que Wreden considera que su voz "es la mitad de la razón por la cual el juego ha sido tan exitoso".

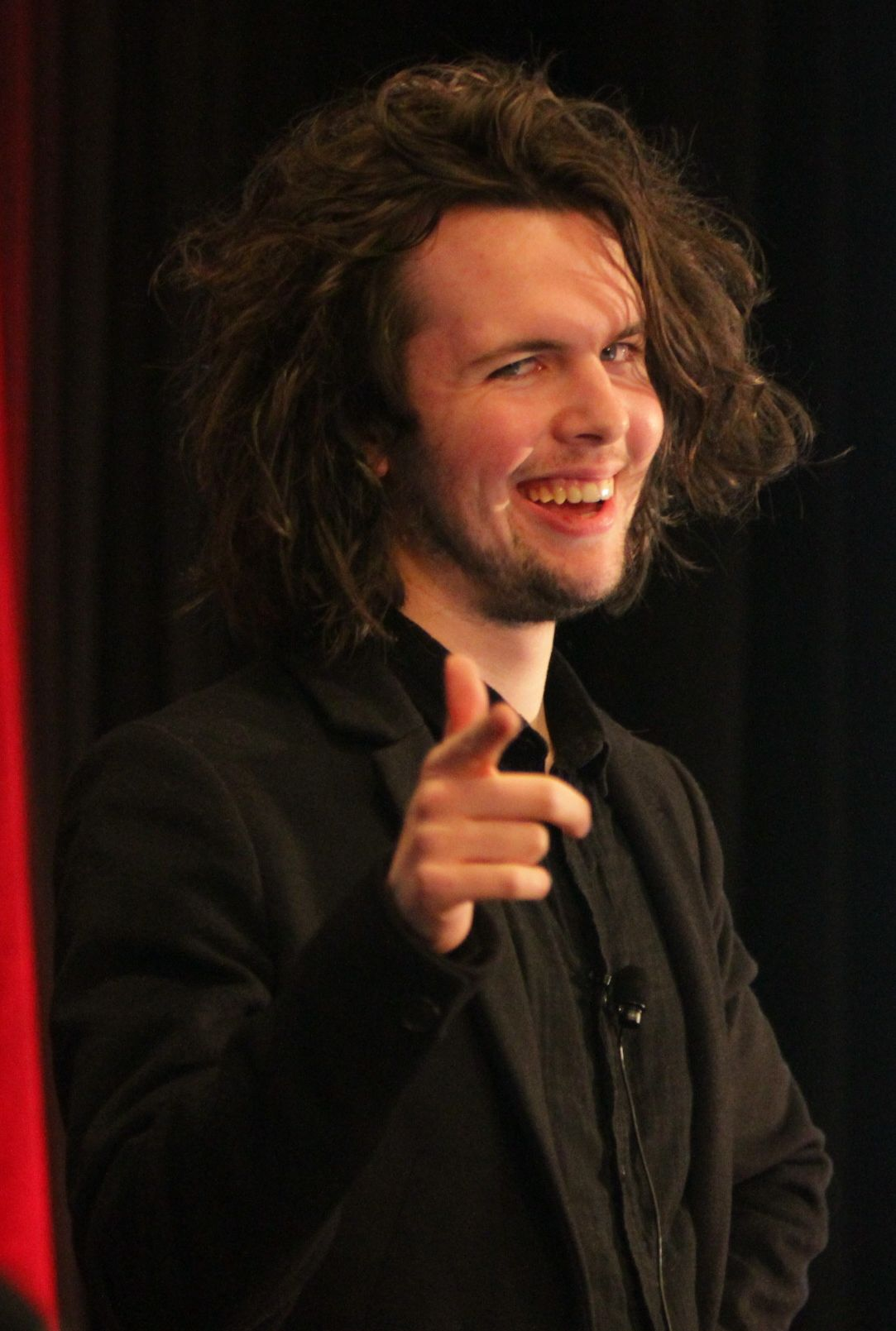
William Pugh en la GDC 2015.

## Recepción

### Mod
El mod de The Stanley Parable fue elogiado por periodistas como un videojuego provocador, resaltando su alto nivel de experimentación que solo tomaba un poco de tiempo del jugador para poder experimentarlo. Muchos periodistas invitaron a los jugadores a que prueben el juego por sí mismos, con la intención de evitar spoilers que podrían impactar la experiencia del jugador, y para ofrecer discusiones sobre el juego dentro de los foros de sus propios sitios web. Ben Kuchera de Ars Technica observó que mientras que el juego le ofrecía al jugador la opción de tomar sus propias elecciones, muchas de estas no tenían ningún impacto, como "para sentir que estás más en control de lo que realmente estás". La actuación de voz de Brighting fue considerada un elemento clave, proveyendo un adecuado toque de humor británico a la compleja narrativa. Alex Aagaard de What Culture cree que The Stanley Parable "será considerado uno de los juegos más pioneros de todos los tiempos" en la transición de los videojuegos como simple entretenimiento a una forma legítima y respetada de arte.
Después de dos semanas de haber sido lanzado, la modificación había sido descargada más de 90.000 veces. El juego recibió una mención honorífica para el Gran Premio Seumas McNally y "Excelencia en Narrativa" en el 15º Independent Games Festival.
The Stanley Parable también fue uno de los nominados y recibió un Reconocimiento Especial en IndieCade (el Festival Internacional de Juegos Independientes) en 2012.

### Relanzamiento en alta definición
El relanzamiento de juego como un título independiente en alta definición fue aclamado por la crítica. En Metacritic, el juego cuenta con una puntuación de 88/100 basada en 45 reseñas. En GameRankings, mantiene un 90,25% basado en 24 reseñas de críticos de la industria. Forbes incluyó a Wreden en su lista de 2013 de líderes "30 menores de 30" en el campo de los videojuegos por su éxito y mercadeo de The Stanley Parable.
Brenna Hillier de VG247 habló sobre como el juego resaltaba los problemas actuales en los videojuegos cuyo enfoque es la narración de historias, y que "toma las mismas limitaciones de las narrativas tradicionales en los juegos y las utiliza en forma implacable para exponer sus propias falencias". Ashton Raze de The Telegraph consideró que el juego "ofrece... una observación, no una crítica... a la naturaleza de la construcción de narrativas" que puede ser un factor en otros videojuegos. El relanzamiento ganó el Premio de la Audiencia y fue nominado en las categorías "Excelencia en Narrativa" y "Excelencia en Audio" además de ser nombrado como finalista para el Seumas McNally Grand Prize en los Premios del Independent Games Festival de 2014. El juego fue nominado a los premios "Mejor Historia", "Mejor Juego Nuevo", e "Innovación en juegos" en los Premios BAFTA a los Videojuegos de 2014, mientras que la actuación de Brighting fue nominada al premio de "Actor".